# Cruz Roja Sueca
 La Cruz Roja Sueca (en sueco: Svenska Röda Korset) es una organización humanitaria sueca y miembro del Movimiento Internacional de la Cruz Roja y de la Media Luna Roja. Fundada en 1865, su objetivo es prevenir y aliviar el sufrimiento humano en cualquier lugar y en cualquier momento, de forma voluntaria y sin discriminación. Opera más de 1000 sucursales dentro de Suecia, que son administradas por comités locales. 

## Guerra de Corea
Desde septiembre de 1950 hasta abril de 1957, el Hospital de la Cruz Roja Sueca brindó servicio médico en Corea del Sur durante la guerra de Corea.